# Delphinium
- Commons
- Wikispecies

Delphinium é um género botânico da família das Ranunculáceas.

## Etimologia
O nome genérico, Delphinium, provém do grego antigo, δελφίς, que significa «golfinho», por alusão ao feitio dos botões das flores das espécies deste género, que o botânico Carl Von Lineu julgou afeiçoarem-se a golfinhos.

## Espécies

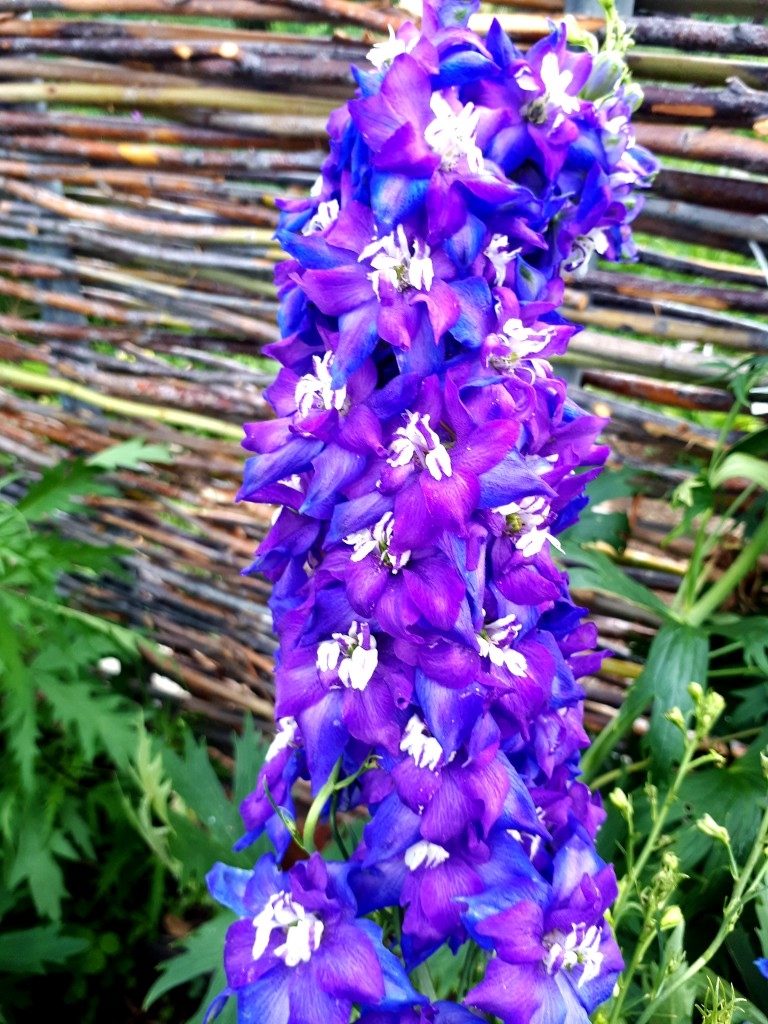
Delphinium. Sibéria Oriental

| - Delphinium alabamicum - Delphinium alpestre - Delphinium altissimum - Delphinium andersonii - Delphinium andesicola - Delphinia antoninum - Delphinium bakeri - Delphinium basalticum - Delphinium bicolor - Delphinium brachycentrum - Delphinium brunonianum - Delphinium bulleyanum - Delphinium caeruleum - Delphinium californicum - Delphinium cardinale - Delphinium carolinianum - Delphinium cashmerianum - Delphinium chamissonis - Delphinium cheilanthum - Delphinium consolida - Delphinium corymbosum - Delphinium decorum : - Delphinium delavayi - Delphinium denudatum - Delphinium depauperatum - Delphinium dictyocarpum - Delphinium distichum - Delphinium duhmbergii - Delphinium elatum - Delphinium exaltatum - Delphinium fissum - Delphinium formosum - Delphinium geraniifolium - Delphinium geyeri - Delphinium glareosum | - Delphinium glaucescens - Delphinium glaucum - Delphinium gracilentum - Delphinium grandiflorum - Delphinium gypsophilum - Delphinium hansenii - Delphinium hesperium - Delphinium hutchinsoniae - Delphinium hybridum - Delphinium inopinum - Delphinium leroyi - Delphinium leucophaeum - Delphinium likiangense - Delphinium linarioides - Delphinium lineapetalum - Delphinium luteum - Delphinium maackianum - Delphinium macrocentron - Delphinium madrense - Delphinium menziesii - Delphinium multiplex - Delphinium muscosum - Delphinium nelsonii - Delphinium newtonianum - Delphinium novomexicanum - Delphinium nudicaule - Delphinium nuttallianum - Delphinium nuttallii - Delphinium oxysepalum - Delphinium parishii - Delphinium parryi - Delphinium patens - Delphinium peregrinum - Delphinium pictum - Delphinium polycladon | - Delphinium przewalskii - Delphinium purpusii - Delphinium pylzowii - Delphinium ramosum - Delphinium recurvatum - Delphinium requienii - Delphinium robustum - Delphinium roylei - Delphinium sapellonis - Delphinium scaposum - Delphinium scopulorum - Delphinium semibarbatum - Delphinium speciosum - Delphinium stachydeum - Delphinium staphisagria - Delphinium sutchuense - Delphinium sutherlandii - Delphinium tatsienense - Delphinium treleasei - Delphinium tricorne - Delphinium triste - Delphinium trolliifolium - Delphinium uliginosum - Delphinium umbraculorum - Delphinium variegatum - Delphinium verdunense - Delphinium vestitum - Delphinium villosum - Delphinium virescens - Delphinium viridescens - Delphinium viride - Delphinium wootonii - Delphinium xantholeucum - Delphinium yunnanense - Delphinium zalil |

- Lista completa

## Classificação do género
| Sistema | Classificação                     | Referência               |
| ------- | --------------------------------- | ------------------------ |
| Linné   | Classe Polyandria, ordem Trigynia | Species plantarum (1753) |